# Andres Müry
Andres Müry (* 6. April 1948 in Basel) ist ein Schweizer Autor, Theaterkritiker und Buchherausgeber, der auch als Dramaturg gearbeitet hat.

## Leben
Andres Müry, Sohn des Musikkritikers Albert Müry, begeisterte sich als 15-Jähriger anlässlich der Auseinandersetzungen um Rolf Hochhuths Stück Der Stellvertreter in Basel für das Theater und seine Wirkungsmöglichkeiten. Nach der Matura am Humanistischen Gymnasium nahm er im Herbst 1967 an der Freien Universität Berlin das Studium der Theaterwissenschaft auf. Er hatte Regievolontariate und -assistenzen am Schiller-Theater (u. a. bei Max P. Ammann, Fritz Kortner), dazu privaten Schauspielunterricht. 1969/1970 war er Regieassistent am Staatstheater Kassel. Danach studierte Müry an der Johann Wolfgang Goethe-Universität Frankfurt am Main Soziologie und schloss das Studium 1977 mit einem Diplom ab.
Ab 1978 hatte Müry Engagements als Schauspieldramaturg am Theater Basel (1978/79), an den Wuppertaler Bühnen (1979/80) und unter der Direktion von Jürgen Flimm am Schauspiel Köln (1980–1982), wo er die deutsche Erstaufführung von Ernst Jandls Sprechstück Die Humanisten inszenierte. 1982 rechnete er in der Zeitschrift TransAtlantik mit der Satire Giganten, die die Welt bedeuten mit dem Regietheater ab, gab den Dramaturgenberuf auf und liess sich als freier Autor, Lektor und Übersetzer in Frankfurt am Main nieder. Fortan schrieb er Reportagen und Portraits für TransAtlantik, das FAZ-Magazin, Theater heute, du, Die Weltwoche und Die Zeit. Ausserdem verfasste er zahlreiche Satiren und Dramolette.
Mitte der 1980er Jahre entstanden zwei Bühnenstücke gemeinsam mit dem Basler Schriftsteller Jürg Laederach, Tod eines Kellners (UA 1986, Schauspiel Bonn) und Körper Brennen (UA 1987, steirischer herbst Graz) sowie die Adaption des Films They shoot horses, don’t they? (Horace McCoy/Sidney Pollack) für das Theater Basel (UA 1988). Müry übersetzte auch französische Theaterstücke (u. a. von Chantal Akerman, Michel Deutsch, René Kalisky). Unter dem Titel Minetti ißt Eisbein. Lob der Hinterbühne erschienen 1992 Müry’s gesammelte Portraits, Reportagen und Satiren als Buch. Im gleichen Jahr kam in der Reihe Deutsches Theater der Gegenwart des Goethe-Instituts sein Film Der Dramaturg oder Die Kunst des Verschwindens heraus.
Mitte der 1990er Jahre begann Müry Theaterrezensionen für den Berliner Tagesspiegel, Die Zeit und Theater heute zu schreiben. In der Spielzeit 1995/96 war er Juror des Berliner Theatertreffens und wurde Theaterkolumnist beim Magazin Focus, für das er bis 2009 tätig blieb. 1996 verlegte Müry seinen Wohnsitz nach Salzburg. Unter dem Titel Ursprung und Ideologie der Salzburger Festspiele gab er 2000 die bahnbrechende Studie The Meaning of the Salzburg Festival des amerikanischen Kulturhistorikers Michael P. Steinberg heraus und schrieb das Buch Jedermann darf nicht sterben. Geschichte eines Salzburger Kults (2001), das zur Grundlage eines ORF/3sat-Films wurde und mit dem Jedermann-Darsteller Peter Simonischek auch als Hörbuch erschien. Als Herausgeber und Hauptautor verantwortete Müry 2002 zudem eine Kleine Salzburger Festspielgeschichte (2002), die die Zeit von der Festspielgründung 1920 bis zum Ende der Ära Gerard Mortier umfasst. 2009 wurde Müry noch einmal für drei Jahre als Juror des Berliner Theatertreffens berufen. Im gleichen Jahr beteiligte er sich an der Gründung des Müry Salzmann Verlags, für den er bis Ende 2013 als Herausgeber und Lektor tätig war.
2016 publizierte er sein erstes Prosabuch, Zwei Paare ohne Sex im Waldviertel, 2020 die Monografie Wirziana. Die andere Welt des Peter Wirz, mit der er einem Basler Art-Brut-Künstler aus seiner Familie ein Denkmal setzte. Müry hat aus einer geschiedenen Ehe zwei Söhne und aus einer früheren Verbindung eine Tochter. Er lebt in Basel.

## Publikationen

### Autorschaft
- Minetti ißt Eisbein. Lob der Hinterbühne. Fischer Taschenbuch, Frankfurt am Main 1992, ISBN 3-596-11376-8.
- Jedermann darf nicht sterben. Geschichte eines Salzburger Kults. Verlag Anton Pustet, Salzburg 2001, ISBN 3-7025-0429-X.
  - Jedermann darf nicht sterben. Geschichte eines Salzburger Kults. Aktualisierte Neuausgabe. Verlag Anton Pustet, Salzburg 2014, ISBN 978-3-7025-0769-5.
- mit H.-K. Jungheinrich, J. Stenzl, B. Zuber: Kleine Salzburger Festspielgeschichte. Verlag Anton Pustet, Salzburg 2002, ISBN 3-7025-0447-8.
- Zwei Paare ohne Sex im Waldviertel. Stories. Weissbooks, Frankfurt am Main 2016, ISBN 978-3-86337-095-4.
- Wirziana. Die andere Welt des Peter Wirz. Vexer Verlag, St. Gallen/Berlin 2020, ISBN 978-3-907112-16-8.

### Herausgeberschaft
- Mit Michael P. Steinberg: Ursprung und Ideologie der Salzburger Festspiele 1890–1938. Verlag Anton Pustet, Salzburg 2000, ISBN 3-7025-0410-9.
- Mit Peter Simonischek: «Ich stehe zur Verfügung.» Peter Simonischek im Gespräch mit Andres Müry. Amalthea Verlag, Wien 2004, ISBN 3-85002-567-5.
- Mit Jürgen Flimm: Die gestürzte Pyramide. Müry Salzmann Verlag, Salzburg 2010, ISBN 978-3-99014-006-2.
- Mit Jürgen Flimm: Das Salzburger Kapitel 1987–2010. Müry Salzmann Verlag, Salzburg 2010, ISBN 978-3-99014-022-2.

### Übersetzungen
- Luc Bondy: Das Fest des Augenblicks. Gespräche mit Georges Banu. Residenz Verlag, Salzburg 1997, ISBN 3-7017-1064-3.
- Chantal Akerman: Eine Couch in New York. Suhrkamp Verlag, Frankfurt am Main 2000, ISBN 3-518-39179-8.

## Filmdokumentationen und Hörbuch
- Der Dramaturg oder Die Kunst des Verschwindens. Videofilm. Regie: Alexander Ris. Reihe Deutsches Theater der Gegenwart, Theaterberufe. Goethe-Institut, München 1992.
- Jedermann darf nicht sterben. Videofilm. Regie Günther Schilhan. ORF/3sat, 2002.
- Jedermann darf nicht sterben. Hörbuch. Sprecher: Peter Simonischek, Regie: Wolfgang Stahl. Verlag Anton Pustet, Salzburg 2006.